# Deadline Hollywood
Deadline (cunoscut și ca Deadline Hollywood sau Deadline.com și cunoscut anterior ca blogul de știri Deadline Hollywood Daily) este un site de știri online fondat de Nikki Finke în 2006. Site-ul este actualizat de mai multe ori pe zi, cu accentul pe știrile din industria divertismentului. Este, în prezent, un produs al Penske Media Corporation din 2009. 

## Istorie
Deadline a fost fondat de Nikki Finke, care a început să scrie o serie de coloane în LA Weekly denumite Deadline Hollywood în iunie 2002. Ea a început blogul Deadline Hollywood Daily (DHD) în martie 2006 ca o versiune on-line a coloanei de știri din LA Weekly.  Ea l-a lansat oficial ca un site web de comerț în industria divertismentului în 2006.  Site-ul a devenit unul dintre cele mai urmărite site-uri de internet de la Hollywood până în 2009.
În 2009, Finke a vândut Deadline  către Penske Media Corporation (apoi Mail.com Media) pentru o sumă din șapte cifre. Finske a primit, de asemenea, un contract de muncă de cinci ani în plus, contract despre care Los Angeles Times a afirmat că este în valoare de „milioane de dolari”, precum și o parte din veniturile site-ului. În septembrie 2009, adresa URL a fost schimbată în Deadline.com și numele site-ului în Deadline Hollywood. Publicația s-a extins la New York în 2010 cu angajarea reporterului  de la Variety Mike Fleming Jr. ca noul editor Deadline din New York,  redactorul Financial Times, Tim Adler, pentru a conduce Deadline Londra și Nellie Andreeva pentru a acoperi știrile din televiziune ale site-ului ca „co-redactor-șef TV”. Finke a rămas redactorul Deadline Hollywood până în 2013. 
În noiembrie 2013, Finke a părăsit Deadline, după un dezacord de un an între ea și Penske, companie care a cumpărat Variety, o revistă comercială și un site web concurent.